# Convocazioni al campionato europeo femminile di pallavolo 2017
Elenco delle giocatrici convocate per il campionato europeo 2017.

## Azerbaigian
| N° | Nome               | Ruolo | Data di nascita   | Squadra          |
| -- | ------------------ | ----- | ----------------- | ---------------- |
| -  | Faig Garayev       | All   | 11 gennaio 1959   | -                |
| 1  | Ceyran Əliyeva     | L     | 3 gennaio 1995    | Azərreyl         |
| 2  | Ksenija Kovalenko  | C     | 21 novembre 1986  | Beşiktaş         |
| 5  | Odina Əliyeva      | S     | 22 maggio 1990    | San Casciano     |
| 6  | Ayşən Əbdüləzimova | C     | 11 aprile 1993    | Azərreyl         |
| 7  | Olena Charčenko    | C     | 25 novembre 1995  | Telekom Baku     |
| 8  | Jelyzaveta Ruban   | S     | 3 marzo 1995      | Telekom Baku     |
| 9  | Natalija Kazka     | S/O   | 2 dicembre 1984   | Volero Zurigo    |
| 10 | Jana Matiašovská   | S     | 7 luglio 1987     | Çanakkale        |
| 11 | Katerina Zhidkova  | S/O   | 28 settembre 1989 | Azərreyl         |
| 12 | Valeriya Korotenko | L     | 29 gennaio 1984   | Azərreyl         |
| 14 | Kryscina Besman    | P     | 13 febbraio 1996  | Azərreyl         |
| 15 | Aynur Kərimova     | C     | 7 dicembre 1988   | Azərreyl         |
| 17 | Polina Rəhimova    | S/O   | 5 giugno 1990     | Toyota Queenseis |
| 18 | Shafagat Habibova  | P     | 3 agosto 1991     | Azərreyl         |

## Belgio
| N° | Nome              | Ruolo | Data di nascita   | Squadra        |
| -- | ----------------- | ----- | ----------------- | -------------- |
| -  | Gert Vande Broek  | All   | 28 febbraio 1967  | Asterix Avo    |
| 2  | Jasmien Biebauw   | P     | 24 settembre 1990 | Asterix Avo    |
| 3  | Britt Herbots     | S     | 24 settembre 1999 | Asterix Avo    |
| 4  | Valérie Courtois  | L     | 1º novembre 1990  | Dresdner       |
| 5  | Laura Heyrman     | C     | 17 maggio 1993    | River          |
| 6  | Charlotte Leys    | S     | 18 marzo 1989     | Galatasaray    |
| 7  | Celine Van Gestel | S     | 7 novembre 1997   | Asterix Avo    |
| 8  | Kaja Grobelna     | S/O   | 4 gennaio 1995    | Budowlani Łódź |
| 9  | Freya Aelbrecht   | C     | 10 febbraio 1990  | Pro Victoria   |
| 10 | Lise Van Hecke    | S/O   | 1º luglio 1992    | Beşiktaş       |
| 13 | Marlies Janssens  | C     | 4 giugno 1997     | Oudegem        |
| 17 | Ilka van de Vyver | P     | 26 gennaio 1993   | Kamnik         |
| 19 | Nathalie Lemmens  | C     | 12 marzo 1995     | Asterix Avo    |
| 20 | Jodie Guilliams   | S     | 26 aprile 1997    | Oudegem        |
| 21 | Amber De Tant     | L     | 22 marzo 1998     | Asterix Avo    |

## Bielorussia
| N° | Nome                 | Ruolo | Data di nascita   | Squadra             |
| -- | -------------------- | ----- | ----------------- | ------------------- |
| -  | Petr Chil'ko         | All   | 4 luglio 1965     | -                   |
| 1  | Aksana Kavalchuk     | S/O   | 23 novembre 1979  | Minčanka            |
| 2  | Ol'ha Pal'čevskaja   | P     | 6 dicembre 1984   | Atlant Baranoviči   |
| 3  | Nadzeja Malasaj      | S     | 14 dicembre 1990  | Olympiakos          |
| 4  | Hanna Kalinoŭskaja   | C     | 17 maggio 1985    | PTSV Aachen         |
| 6  | Anastasija Harėlik   | S     | 20 marzo 1991     | Enisej              |
| 7  | Alena Fedorinčik     | L     | 3 luglio 1993     | Minčanka            |
| 8  | Maryna Paulava       | S     | 21 gennaio 1989   | Toruń               |
| 10 | Ol'ha Pavljukovskaja | L     | 13 luglio 1998    | PTPS                |
| 11 | Tatsiana Seryk       | S/O   | 24 settembre 1992 | Minčanka            |
| 12 | Hanna Kapko          | P     | 21 maggio 1988    | Poles'ja Mozyrskaja |
| 13 | Darya Ionava         | C     | 29 agosto 1989    | Poles'ja Mozyrskaja |
| 15 | Tat'jana Markevič    | S     | 25 marzo 1988     | Alba-Blaj           |
| 16 | Anzhelika Barysevich | C     | 20 luglio 1995    | Neman Grodno        |
| 17 | Hanna Klimec         | S/O   | 4 marzo 1998      | Uraločka            |

## Bulgaria
| N° | Nome                | Ruolo | Data di nascita   | Squadra         |
| -- | ------------------- | ----- | ----------------- | --------------- |
| -  | Ivan Dimitrov       | All   | 21 gennaio 1952   | -               |
| 1  | Diana Nenova        | P     | 16 aprile 1985    | CSKA Sofia      |
| 4  | Nasja Dimitrova     | C     | 6 novembre 1992   | Marica          |
| 5  | Dobriana Rabadžieva | S     | 14 giugno 1991    | Volero Zurigo   |
| 6  | Miroslava Paskova   | S     | 16 febbraio 1996  | Levski Sofia    |
| 7  | Lora Kitipova       | P     | 19 maggio 1991    | Proton          |
| 8  | Eva Janeva          | S     | 31 luglio 1985    | Sarıyer         |
| 10 | Gergana Dimitrova   | S     | 28 febbraio 1996  | RC Cannes       |
| 11 | Hristina Ruseva     | C     | 1º ottobre 1991   | Galatasaray     |
| 12 | Marija Dančeva      | C     | 4 dicembre 1995   | Marica          |
| 13 | Marija Filipova     | L     | 10 settembre 1982 | Telekom Baku    |
| 14 | Emilija Nikolova    | O     | 26 dicembre 1991  | NEC Red Rockets |
| 15 | Žana Todorova       | L     | 6 gennaio 1997    | Marica          |
| 16 | Elica Vasileva      | S     | 13 maggio 1990    | Dinamo-Kazan    |
| 17 | Strašimira Filipova | C     | 18 agosto 1985    | Slavia Sofia    |

## Croazia
| N° | Nome                  | Ruolo | Data di nascita   | Squadra        |
| -- | --------------------- | ----- | ----------------- | -------------- |
| -  | Miroslav Aksentijević | All   | 17 ottobre 1973   | -              |
| 1  | Rene Sain             | L     | 23 aprile 1997    | Olomouc        |
| 2  | Ana Grbac             | P     | 23 marzo 1988     | Alba-Blaj      |
| 3  | Nikolina Božičević    | L     | 14 gennaio 1995   | Marina Kaštela |
| 5  | Matea Ikić            | S     | 25 maggio 1989    | Neruda         |
| 7  | Ema Strunjak          | C     | 24 settembre 1999 | HAOK Mladost   |
| 9  | Marcella Šaini        | P     | 3 ottobre 1992    | Charleroi      |
| 10 | Ivana Miloš           | C     | 7 marzo 1986      | Bursa BB       |
| 11 | Katarina Barun        | S/O   | 1º dicembre 1983  | AGIL           |
| 12 | Beta Dumančić         | C     | 26 marzo 1991     | PTPS           |
| 13 | Samanta Fabris        | S/O   | 8 febbraio 1992   | Casalmaggiore  |
| 14 | Nika Stanović         | S     | 2 ottobre 1993    | Kaštela        |
| 17 | Bernarda Ćutuk        | C     | 22 dicembre 1990  | Olomouc        |
| 19 | Lucija Mlinar         | S     | 6 maggio 1995     | Charleroi      |
| 20 | Katarina Luketić      | C     | 28 settembre 1998 | HAOK Mladost   |

## Georgia
| N° | Nome                   | Ruolo | Data di nascita  | Squadra               |
| -- | ---------------------- | ----- | ---------------- | --------------------- |
| -  | Paata Ulumbelashvili   | All   | 26 aprile 1967   | -                     |
| 1  | Mariam Gaprindashvili  | C     | 26 aprile 1998   | Politechniki Śląskiej |
| 2  | Nino Koraevi           | L     | 27 giugno 1998   | Tbilisi               |
| 3  | Ana Batsatsashvili     | S     | 2 settembre 2001 | Tbilisi               |
| 4  | Maria Tsarenko         | C     | 12 agosto 1976   | Tbilisi               |
| 5  | Ana Mariam Kipshidze   | P     | 12 maggio 1990   | Tbilisi               |
| 6  | Mariam Beriashvili     | C     | 31 dicembre 2001 | Tbilisi               |
| 7  | Gvantsa Ulumbelashvili | S     | 12 novembre 1999 | ŁKS                   |
| 8  | Julieta Sanadze        | S     | 11 giugno 1996   | Jiko                  |
| 10 | Irina Chelidze         | S     | 17 gennaio 1994  | Jiko                  |
| 11 | Svetlana Sosnovskaya   | S/O   | 9 febbraio 1995  | Tbilisi               |
| 13 | Ann Kalandadze         | S     | 10 dicembre 1998 | Numune DSİ            |
| 14 | Gvantsa Markarashvili  | P     | 14 gennaio 1998  | ŁKS                   |
| 17 | Tinatin Tchautchidze   | C     | 6 dicembre 1991  | Tbilisi               |

## Germania
| N° | Nome                | Ruolo | Data di nascita   | Squadra       |
| -- | ------------------- | ----- | ----------------- | ------------- |
| -  | Felix Koslowski     | All   | 18 marzo 1984     | Schweriner    |
| 1  | Lenka Dürr          | L     | 10 dicembre 1990  | Schweriner    |
| 2  | Irina Kemmsies      | P     | 14 maggio 1996    | Wiesbaden     |
| 3  | Denise Hanke        | P     | 31 agosto 1989    | Schweriner    |
| 4  | Maren Brinker       | S     | 10 luglio 1986    | Schweriner    |
| 5  | Jana Franziska Poll | S     | 7 maggio 1988     | Panathīnaïkos |
| 6  | Jennifer Geerties   | S     | 5 aprile 1994     | Schweriner    |
| 7  | Jennifer Pettke     | C     | 29 maggio 1989    | MTV Stoccarda |
| 10 | Lena Stigrot        | S     | 21 dicembre 1994  | Vilsbiburg    |
| 11 | Louisa Lippmann     | O     | 23 settembre 1994 | Schweriner    |
| 14 | Marie Schölzel      | C     | 1º agosto 1997    | Schweriner    |
| 17 | Anna Pogany         | L     | 21 luglio 1994    | Köpenicker    |
| 19 | Tanja Großer        | S     | 27 novembre 1993  | Wiesbaden     |
| 20 | Leonie Schwertmann  | C     | 12 febbraio 1994  | Münster       |
| 22 | Lisa Gründing       | S     | 2 dicembre 1991   | Potsdam       |

## Italia
| N° | Nome                  | Ruolo | Data di nascita  | Squadra         |
| -- | --------------------- | ----- | ---------------- | --------------- |
| -  | Davide Mazzanti       | All   | 15 ottobre 1976  | Imoco           |
| 1  | Indre Sorokaite       | S/O   | 2 luglio 1988    | San Casciano    |
| 3  | Sara Loda             | S     | 22 agosto 1990   | Savino Del Bene |
| 4  | Sara Bonifacio        | C     | 3 luglio 1996    | AGIL            |
| 6  | Monica De Gennaro     | L     | 8 gennaio 1987   | Imoco           |
| 7  | Raphaela Folie        | C     | 7 marzo 1991     | Imoco           |
| 8  | Alessia Orro          | P     | 18 luglio 1998   | Club Italia     |
| 9  | Caterina Bosetti      | S     | 2 febbraio 1994  | River           |
| 10 | Cristina Chirichella  | C     | 10 febbraio 1994 | AGIL            |
| 11 | Anna Danesi           | C     | 20 aprile 1996   | Imoco           |
| 14 | Valentina Tirozzi     | S     | 26 marzo 1986    | Casalmaggiore   |
| 16 | Lucia Bosetti         | S     | 9 luglio 1989    | Casalmaggiore   |
| 18 | Paola Egonu           | S/O   | 18 dicembre 1998 | Club Italia     |
| 20 | Beatrice Parrocchiale | L     | 26 dicembre 1995 | San Casciano    |
| 21 | Carlotta Cambi        | P     | 28 maggio 1996   | AGIL            |

## Paesi Bassi
| N° | Nome              | Ruolo | Data di nascita   | Squadra        |
| -- | ----------------- | ----- | ----------------- | -------------- |
| -  | Jamie Morrison    | All   | 12 novembre 1980  | VakıfBank      |
| 1  | Kirsten Knip      | L     | 14 settembre 1992 | PTSV Aachen    |
| 2  | Femke Stoltenborg | P     | 30 luglio 1991    | PTSV Aachen    |
| 3  | Yvon Beliën       | C     | 28 dicembre 1993  | Bursa BB       |
| 4  | Celeste Plak      | S/O   | 26 ottobre 1995   | AGIL           |
| 5  | Robin de Kruijf   | C     | 5 maggio 1991     | Imoco          |
| 6  | Maret Grothues    | S     | 16 settembre 1988 | Fenerbahçe     |
| 9  | Myrthe Schoot     | L     | 29 agosto 1988    | Dresdner       |
| 10 | Lonneke Slöetjes  | S/O   | 15 novembre 1990  | VakıfBank      |
| 11 | Anne Buijs        | S     | 2 dicembre 1991   | Rio de Janeiro |
| 14 | Laura Dijkema     | P     | 18 febbraio 1990  | AGIL           |
| 18 | Marrit Jasper     | S     | 28 febbraio 1996  | Dresdner       |
| 19 | Nika Daalderop    | S     | 29 novembre 1998  | MTV Stoccarda  |
| 20 | Tessa Polder      | C     | 10 ottobre 1997   | PTSV Aachen    |
| 22 | Nicole Koolhaas   | C     | 31 gennaio 1991   | CSM Bucarest   |

## Polonia
| N° | Nome                  | Ruolo | Data di nascita  | Squadra           |
| -- | --------------------- | ----- | ---------------- | ----------------- |
| -  | Jacek Nawrocki        | All   | 20 agosto 1965   | -                 |
| 1  | Maja Tokarska         | C     | 22 febbraio 1991 | Hisamitsu Springs |
| 4  | Patrycja Polak        | S     | 23 febbraio 1991 | Toruń             |
| 5  | Agnieszka Kąkolewska  | C     | 17 ottobre 1994  | Impel             |
| 7  | Natalia Murek         | S     | 8 settembre 1999 | Pałac Bydgoszcz   |
| 9  | Aleksandra Krzos      | L     | 23 giugno 1989   | Chemik Police     |
| 10 | Zuzanna Efimienko     | C     | 8 agosto 1989    | Flero             |
| 12 | Monika Bociek         | S     | 6 aprile 1996    | Legionovia        |
| 13 | Agata Durajczyk       | L     | 19 agosto 1989   | Busto Arsizio     |
| 14 | Joanna Wołosz         | P     | 7 aprile 1990    | Chemik Police     |
| 15 | Martyna Grajber       | S     | 28 marzo 1995    | Budowlani Łódź    |
| 17 | Malwina Smarzek       | S/O   | 3 giugno 1996    | Chemik Police     |
| 18 | Julia Twardowska      | S     | 4 maggio 1995    | Budowlani Łódź    |
| 20 | Marlena Pleśnierowicz | P     | 9 gennaio 1992   | Pałac Bydgoszcz   |
| 22 | Roksana Brzóska       | S     | 2 settembre 1993 | KSZO Ostrowiec    |

## Rep. Ceca
| N° | Nome                | Ruolo | Data di nascita   | Squadra         |
| -- | ------------------- | ----- | ----------------- | --------------- |
| -  | Zdeněk Pommer       | All   | 4 giugno 1974     | Ostrava         |
| 1  | Andrea Kossányiová  | S     | 6 agosto 1993     | Impel           |
| 3  | Kateřina Kohoutová  | C     | 30 giugno 1992    | Přerov          |
| 4  | Aneta Havlíčková    | S/O   | 3 luglio 1987     | Savino Del Bene |
| 7  | Iva Nachmilnerová   | C     | 20 settembre 1988 | Ostrava         |
| 8  | Barbora Purchartová | C     | 9 maggio 1992     | Dresdner        |
| 10 | Kateřina Valková    | P     | 6 febbraio 1996   | Ostrava         |
| 11 | Veronika Dostalová  | L     | 7 aprile 1992     | Olymp Praha     |
| 12 | Michaela Mlejnková  | S     | 26 luglio 1996    | MTV Stoccarda   |
| 15 | Veronika Strušková  | C     | 13 agosto 1991    | Olomouc         |
| 16 | Helena Havelková    | S     | 25 luglio 1988    | Shanghai        |
| 17 | Nikola Vaňková      | L     | 7 gennaio 1998    | Královo Pole    |
| 18 | Pavla Vincourová    | P     | 12 novembre 1992  | Budowlani Łódź  |
| 19 | Petra Kojdová       | S     | 23 settembre 1993 | Ostrava         |
| 20 | Marie Toufarová     | S/O   | 19 giugno 1992    | Ostrava         |

## Russia
| N° | Nome                  | Ruolo | Data di nascita   | Squadra          |
| -- | --------------------- | ----- | ----------------- | ---------------- |
| -  | Vladimir Kuzjutkin    | All   | 20 febbraio 1947  | -                |
| 1  | Jana Ščerban'         | S     | 6 settembre 1989  | Dinamo Mosca     |
| 2  | Marija Frolova        | S     | 1º novembre 1986  | Enisej           |
| 3  | Irina Uralëva         | P     | 14 giugno 1990    | Dinamo Krasnodar |
| 4  | Svetlana Krjučkova    | L     | 21 febbraio 1985  | -                |
| 6  | Irina Zarjažko        | C     | 4 ottobre 1991    | Dinamo-Kazan     |
| 8  | Natalija Hončarova    | S     | 1º giugno 1989    | Dinamo Mosca     |
| 10 | Ekaterina Pankova     | P     | 2 febbraio 1990   | Dinamo Mosca     |
| 11 | Ekaterina Starodubova | L     | 19 ottobre 1984   | Dinamo Krasnodar |
| 14 | Irina Fetisova        | C     | 7 settembre 1994  | Dinamo Mosca     |
| 15 | Tat'jana Košeleva     | S     | 23 dicembre 1988  | Eczacıbaşı       |
| 16 | Irina Voronkova       | S     | 20 ottobre 1995   | Dinamo-Kazan     |
| 18 | Ksenija Il'čenko      | S     | 31 ottobre 1994   | Uraločka         |
| 19 | Ekaterina Makarčuk    | C     | 10 settembre 1994 | Uraločka         |
| 21 | Ekaterina Efimova     | C     | 3 luglio 1993     | Enisej           |

## Serbia
| N° | Nome                | Ruolo | Data di nascita   | Squadra       |
| -- | ------------------- | ----- | ----------------- | ------------- |
| -  | Zoran Terzić        | All   | 9 luglio 1966     | Volero Zurigo |
| 1  | Bianka Buša         | S     | 25 luglio 1994    | Flero         |
| 4  | Bojana Živković     | P     | 29 marzo 1988     | Volero Zurigo |
| 5  | Mina Popović        | C     | 16 settembre 1994 | Bergamo       |
| 6  | Tijana Malešević    | S     | 18 marzo 1991     | Osasco        |
| 9  | Brankica Mihajlović | S     | 13 aprile 1991    | Tianjin       |
| 10 | Slađana Mirković    | P     | 7 ottobre 1995    | Telekom Baku  |
| 11 | Stefana Veljković   | C     | 9 gennaio 1990    | Chemik Police |
| 12 | Teodora Pusić       | L     | 12 marzo 1993     | Vizura        |
| 13 | Ana Bjelica         | S/O   | 3 aprile 1992     | Osasco        |
| 15 | Jovana Stevanović   | C     | 30 giugno 1992    | Casalmaggiore |
| 16 | Milena Rašić        | C     | 25 ottobre 1990   | VakıfBank     |
| 18 | Tijana Bošković     | S/O   | 8 marzo 1997      | Eczacıbaşı    |
| 19 | Bojana Milenković   | S     | 6 marzo 1997      | Stella Rossa  |
| 20 | Jelena Blagojević   | S     | 1º dicembre 1988  | Chemik Police |

## Turchia
| N° | Nome               | Ruolo | Data di nascita   | Squadra     |
| -- | ------------------ | ----- | ----------------- | ----------- |
| -  | Giovanni Guidetti  | All   | 20 settembre 1972 | VakıfBank   |
| 1  | Gizem Örge         | L     | 26 aprile 1993    | VakıfBank   |
| 2  | Gözde Kırdar       | S     | 26 giugno 1985    | VakıfBank   |
| 3  | Kübra Akman        | C     | 13 ottobre 1994   | VakıfBank   |
| 4  | Merve Dalbeler     | L     | 27 luglio 1987    | Fenerbahçe  |
| 6  | Polen Uslupehlivan | S/O   | 27 agosto 1990    | Fenerbahçe  |
| 8  | Bahar Toksoy       | C     | 6 febbraio 1988   | Fenerbahçe  |
| 10 | Güldeniz Önal      | S     | 25 marzo 1986     | Galatasaray |
| 11 | Naz Aydemir        | P     | 14 agosto 1990    | VakıfBank   |
| 13 | Neriman Özsoy      | S     | 13 luglio 1988    | River       |
| 14 | Eda Erdem          | C     | 22 febbraio 1987  | Fenerbahçe  |
| 15 | Hande Baladın      | S/O   | 11 settembre 1997 | Eczacıbaşı  |
| 16 | Simge Aköz         | L     | 23 aprile 1991    | Eczacıbaşı  |
| 18 | Gamze Alikaya      | P     | 27 giugno 1993    | Galatasaray |
| 21 | Meryem Boz         | S/O   | 3 febbraio 1988   | Seramiksan  |

## Ucraina
| N° | Nome                   | Ruolo | Data di nascita   | Squadra           |
| -- | ---------------------- | ----- | ----------------- | ----------------- |
| -  | Garij Jegiazarov       | All   | 29 giugno 1962    | -                 |
| 3  | Iryna Truškina         | C     | 3 dicembre 1986   | Nilüfer           |
| 4  | Tetjana Kozlova        | S     | 25 settembre 1984 | Nilüfer           |
| 5  | Karyna Denysova        | S     | 28 dicembre 1997  | Severodončanka    |
| 6  | Viktorija Delros       | L     | 12 maggio 1993    | Le Cannet         |
| 7  | Inna Molodtsova        | C     | 8 maggio 1986     | Chimik            |
| 8  | Anastasija Černucha    | S     | 15 aprile 1995    | Chimik            |
| 9  | Julija Herasymova      | C     | 15 settembre 1989 | TED Ankara        |
| 10 | Hanna Kyryčenko        | S     | 26 febbraio 1991  | Maccabi Haifa     |
| 11 | Anna Stepanjuk         | S     | 31 ottobre 1992   | Jakarta Pertamina |
| 12 | Alina Stepančuk        | L     | 1º ottobre 1991   | Chimik            |
| 13 | Olena Novgorodčenko    | P     | 5 febbraio 1988   | Wisła Warszawa    |
| 16 | Nadija Kodola          | S     | 29 settembre 1988 | RC Cannes         |
| 17 | Svetlana Lydjaeva      | C     | 11 dicembre 1993  | Azəryol           |
| 18 | Oleksandra Peretjat'ko | P     | 11 aprile 1984    | Enisej            |

## Ungheria
| N° | Nome             | Ruolo | Data di nascita  | Squadra      |
| -- | ---------------- | ----- | ---------------- | ------------ |
| -  | Jan de Brandt    | All   | 20 gennaio 1959  | Bursa BB     |
| 1  | Gréta Szakmáry   | S/O   | 31 dicembre 1991 | Békéscsabai  |
| 2  | Fruzsina Tóth    | L     | 30 dicembre 1999 | Nyíregyháza  |
| 3  | Renáta Szpin     | L     | 30 aprile 1996   | Békéscsabai  |
| 5  | Kata Czina       | C     | 28 aprile 1994   | Gödöllõ      |
| 8  | Zsuzsanna Tálas  | P     | 9 luglio 1993    | Békéscsabai  |
| 9  | Bernadett Dékány | S     | 30 giugno 1992   | CSM Bucarest |
| 11 | Nikolett Soós    | S     | 17 ottobre 1988  | Békéscsabai  |
| 13 | Lilla Villám     | S     | 3 giugno 1997    | Nyíregyháza  |
| 14 | Edina Dobi       | C     | 22 ottobre 1987  | Azərreyl     |
| 15 | Rita Liliom      | S/O   | 23 maggio 1986   | Béziers      |
| 16 | Eszter Nagy      | C     | 9 novembre 1991  | Wiesbaden    |
| 17 | Réka Bleicher    | P     | 15 ottobre 1995  | Jászberényi  |
| 21 | Kata Török       | S     | 26 maggio 1998   | Vasas        |